# Cadillac Solitaire
Der Cadillac Solitaire war ein Konzeptfahrzeug, das die Cadillac-Division von General Motors 1989 vorstellte. Das Luxuscoupé war mit einem V12-Motor ausgestattet, der 430 hp (316 kW) entwickelte. Der komplette obere Teil des Wagens – von der Unterkante der Windschutzscheibe bis zur Heckscheibe – bestand aus bruchfestem Sicherheitsglas. Scheinwerfer und Rückleuchten verschwanden unter in Wagenfarbe gehaltenen Oberflächen, sodass die Illusion eines Autos ohne Beleuchtungseinrichtungen entstand.
Vorder- und Hinterräder waren abgedeckt, wobei die vorderen Abdeckungen beim Einlenken nach außen schwenkten, um einen ausreichenden Einschlag der Räder zu gewährleisten. Der Wagen besaß keine Außenspiegel.
Die langen Türen waren an doppelten Scharnieren so aufgehängt, dass sie bei Öffnen nicht ganz nach außen schwangen, sondern leicht vorwärts. So wurde das Ein- und Aussteigen auch in engen Parklücken erleichtert. Beim Öffnen der Türen schwenkte automatisch das Lenkrad nach vorne weg und die unbesetzten Vordersitze glitten nach vorne, um auch den Zugang zu den Rücksitzen zu ermöglichen. Bei geschlossenen Türen nahmen Vordersitze und Lenkrad eine von drei vorher eingestellten Positionen ein.
Anfangs gab es auch Gerüchte, dass der Solitaire bald in Serienproduktion gehen sollte, was sich jedoch bis heute nicht bewahrheitete.
Das Design des 1991 vorgestellten Cadillac Eldorado Coupé orientiert sich am Solitaire.
Der Solitaire ist mehreren Szenen im Film Demolition Man zu sehen.